# براينت جايلز
براينت جايلز (بالإنجليزية: Bryant Giles)‏ هو سياسي أسترالي، ولد في 1928، وتوفي في 12 أغسطس 2018. حزبياً، نشط في تحالف الليبرالية والريفي. وقد انتخب عضو مجلس النواب جنوب أستراليا من الجمعية عن دائرة Electoral district of Gumeracha ‏ وقد انضم خلال فترته النيابية (2 مارس 1968 – 29 مايو 1970) للكتلة البرلمانية تحالف الليبرالية والريفي.